# Darren Collison
Darren Michael Collison (ur. 23 sierpnia 1987 w Rancho Cucamonga) – amerykański koszykarz, grający na pozycji rozgrywającego, obecnie zawodnik South Bay Lakers.
Collison spędził cztery lata na uczelni UCLA. W ostatnim roku uzyskał średnie 14,4 punktu, 4,7 asysty i 1,6 przechwytu na mecz. Został wybrany z 21 numerem draftu 2009 przez New Orleans Hornets. Z powodu kontuzji Chrisa Paula, wystąpił w 37 meczach jako podstawowy rozgrywający. 19 lutego 2010, przeciwko Indiana Pacers, jako zaledwie drugi debiutant w sezonie osiągnął triple-double: 18 punktów, 13 zbiórek i 12 asyst. 28 lutego ustanowił swój rekord punktowy – 35, w spotkaniu z Dallas Mavericks. 8 marca pobił, ustanowiony wcześniej przez siebie, klubowy rekord asyst przez pierwszoroczniaka, rozdając ich 20 w spotkaniu z Golden State Warriors. W głosowaniu na debiutanta roku zajął czwarte miejsce. 11 sierpnia 2010 razem z Jamesem Poseyem zostali wytransferowani do Indiana Pacers. W lipcu 2012 roku trafił do Dallas Mavericks. 10 lipca 2013 podpisał kontrakt z Los Angeles Clippers. Po raz drugi został zmiennikiem grającego w pierwszej piątce All-Stara Chrisa Paula. W związku z kontuzją ramienia Paula, zastępował go w wyjściowym składzie przez 18 meczów, w trakcie których zdobywał średnio 13,3 punktu i 6,5 asysty, a Clippers zanotowali wynik 12–6.
12 lipca 2014, jako wolny agent podpisał kontrakt z Sacramento Kings. 7 lipca 2017 został zawodnikiem Indiany Pacers.
28 czerwca 2019 zakończył oficjalnie karierę w NBA, ze względu na prowadzoną przez niego działalność kaznodziejską Świadków Jehowy. Z żoną Keyosha Collison ma syna Kinstona.
24 grudnia 2021 zawarł 10-dniową umowę z Los Angeles Lakers. Po jej wygaśnięciu opuścił klub. 24 marca 2022 podpisał kontrakt z South Bay Lakers.
Jego matka June Griffith była lekkoatletką z Gujany, uczestniczką Igrzysk Olimpijskich w 1984 (400 m), w Los Angeles.

## Osiągnięcia

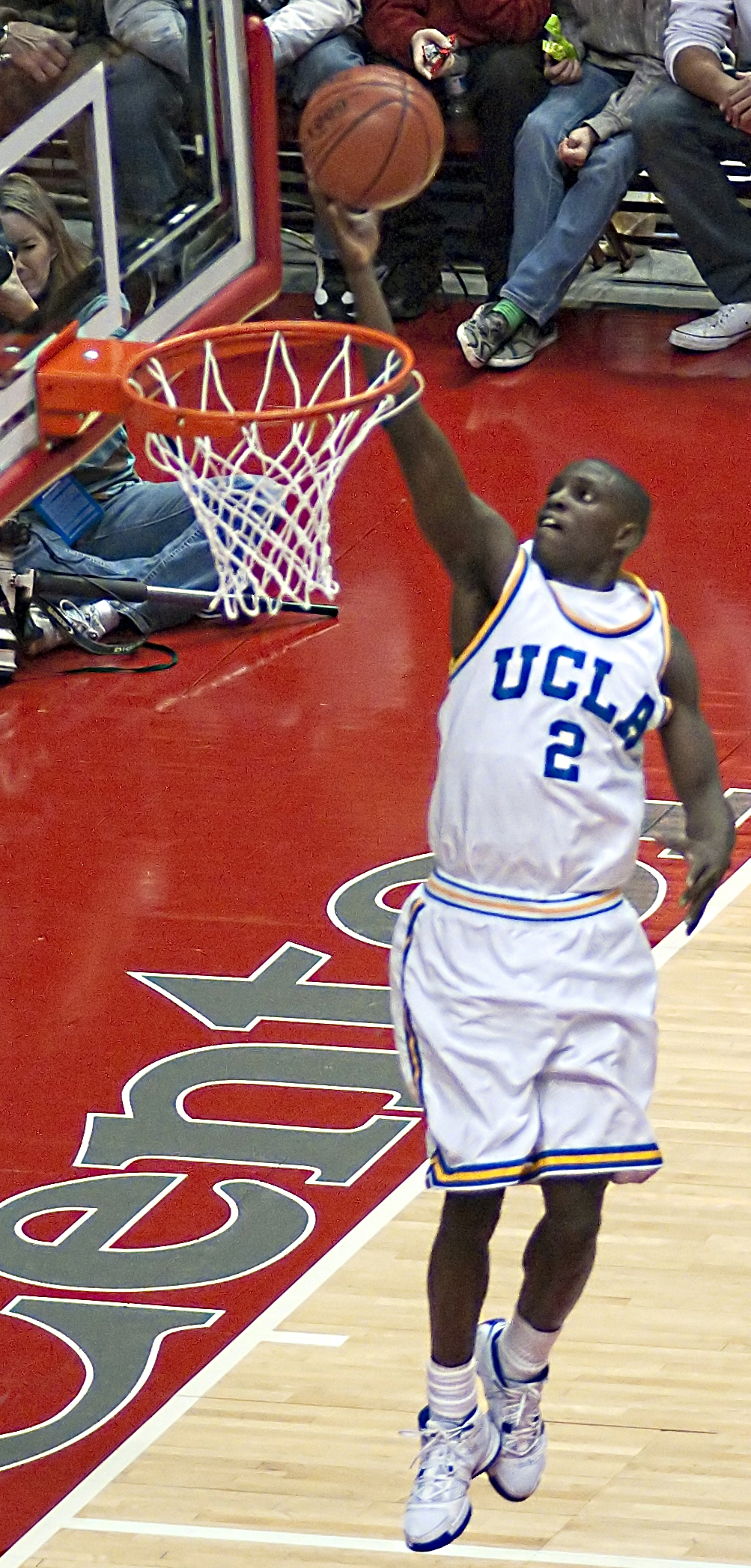
Collison w barwach UCLA Bruins, w 2008 roku.

Stan na 25 marca 2022, na podstawie, o ile nie zaznaczono inaczej.
NCAA
- Wicemistrz NCAA (2006)
- Uczestnik rozgrywek:
  - NCAA Final Four (2006–2008)
  - II rundy turnieju NCAA (2006–2009)
- Mistrz:
  - turnieju konferencji Pac-10 (2006, 2008)
  - sezonu zasadniczego Pac-10 (2006–2008)
- Most Outstanding Player (MOP=MVP) turnieju konferencji Pac-10 (2008)
- MVP turnieju:
  - Coaches vs. Classic Los Angeles Regional (2009)
  - Maui Invitational (2007)
- Laureat Frances Pomeroy Naismith Award (2009)[19]
- Zaliczony do:
  - III składu All-American –  (2008 przez Associated Press, 2009 przez NABC)
  - I składu:
    - Pac-10 (2007, 2009)
    - turnieju:
      - Pac-10 (2008)
      - Coaches vs. Classic (2009)
      - Maui Invitational (2007)

    - defensywnego Pac-10 (2008, 2009)

  - II składu Pac-10 (2008)

NBA
- Zaliczony do I składu debiutantów NBA (2010)[20]
- Lider sezonu regularnego NBA w skuteczności rzutów za 3 punkty (2018 – 46,8%)
- Debiutant miesiąca NBA (luty 2010)

## Statystyki
Na podstawie Basketball-Reference.com (ang.)

### Sezon regularny
| Sezon   | Drużyna       | M   | S5  | MPG  | FG%   | 3P%   | FT%   | RPG | APG | SPG | BPG | PPG  |
| ------- | ------------- | --- | --- | ---- | ----- | ----- | ----- | --- | --- | --- | --- | ---- |
| 2009/10 | New Orleans   | 76  | 37  | 27,8 | 47,7% | 40,0% | 85,1% | 2,5 | 5,7 | 1,0 | 0,1 | 12,4 |
| 2010/11 | Indiana       | 79  | 79  | 29,9 | 45,7% | 33,1% | 87,1% | 2,8 | 5,1 | 1,1 | 0,2 | 13,2 |
| 2011/12 | Indiana       | 60  | 56  | 31,3 | 44,0% | 36,2% | 83,0% | 3,1 | 4,8 | 0,8 | 0,2 | 10,4 |
| 2012/13 | Dallas        | 81  | 47  | 29,3 | 47,1% | 35,3% | 88,0% | 2,7 | 5,1 | 1,2 | 0,1 | 12,0 |
| 2013/14 | L.A. Clippers | 80  | 35  | 25,9 | 46,7% | 37,6% | 85,7% | 2,4 | 3,7 | 1,2 | 0,2 | 11,4 |
| 2014/15 | Sacramento    | 45  | 45  | 34,8 | 47,3% | 37,3% | 78,8% | 3,2 | 5,6 | 1,5 | 0,3 | 16,1 |
| 2015/16 | Sacramento    | 74  | 15  | 30,0 | 48,6% | 40,1% | 85,8% | 2,3 | 4,3 | 1,0 | 0,1 | 14,0 |
| 2016/17 | Sacramento    | 68  | 64  | 30,3 | 47,6% | 41,7% | 86,0% | 2,2 | 4,6 | 1,0 | 0,1 | 13,2 |
| 2017/18 | Indiana       | 69  | 64  | 29,2 | 49,5% | 46,8% | 88,2% | 2,6 | 5,3 | 1,3 | 0,2 | 12,4 |
| 2018/19 | Indiana       | 76  | 76  | 28,2 | 46,7% | 40,7% | 83,2% | 3,1 | 6,0 | 1,4 | 0,1 | 11,2 |
| 2021/22 | L.A. Lakers   | 3   | 0   | 12,3 | 28,6% | 0,0%  | –     | 1,3 | 0,7 | 0,3 | 0,0 | 1,3  |
| Razem   |               | 711 | 518 | 29,3 | 47,1% | 39,4% | 85,3% | 2,7 | 5,0 | 1,2 | 0,1 | 12,5 |

### Play-offy
| Sezon | Drużyna       | M  | S5 | MPG  | FG%   | 3P%   | FT%   | RPG | APG | SPG | BPG | PPG  |
| ----- | ------------- | -- | -- | ---- | ----- | ----- | ----- | --- | --- | --- | --- | ---- |
| 2011  | Indiana       | 5  | 5  | 29,2 | 39,1% | 66,7% | 63,6% | 2,6 | 4,0 | 1,0 | 0,4 | 9,4  |
| 2012  | Indiana       | 11 | 0  | 18,6 | 51,4% | 36,4% | 87,0% | 1,3 | 3,0 | 1,3 | 0,0 | 8,7  |
| 2014  | L.A. Clippers | 13 | 0  | 19,2 | 38,9% | 8,3%  | 86,7% | 2,1 | 2,4 | 0,5 | 0,1 | 8,5  |
| 2018  | Indiana       | 7  | 7  | 30,6 | 45,6% | 34,8% | 75,0% | 3,0 | 4,7 | 1,0 | 0,0 | 11,3 |
| 2019  | Indiana       | 4  | 4  | 29,3 | 42,2% | 36,4% | 100%  | 3,0 | 4,0 | 0,5 | 0,0 | 12,0 |
| Razem |               | 40 | 16 | 23,3 | 43,6% | 33,3% | 83,5% | 2,2 | 3,3 | 0,9 | 0,1 | 9,5  |